# Трипси
Трипси або ж пухироногі чи бахромчатокрилі (Thysanoptera) — ряд комах. Мають сплощене тіло довжиною 0,5—2, зрідка до 5 міліметрів. Ротовий апарат колючосисний. Ноги короткі. На лапках містяться присоски у вигляді пухирців звідси назва пухироногі. Крила оторочені бахромою з довгих волосків — звідси назва бахромчатокрилі, нерідко крила вкорочені або їх немає. Трипси живуть на рослинах, під опалим листям, у ґрунті. Більшість рослиноїдні. Живляться соками рослин, деякі хижаки: живляться яйцями та личинками рослиноїдних пухироногих, кліщів та інших дрібних комах. Розвиток з неповним перетворенням. За рік можуть дати кілька поколінь.Вагомий внесок у вивчення біології цих комах та розробку методів боротьби з ними зроблений М. В. Курдюмовим.
Відомо близько 2 тисяч видів, поширених переважно в тропіках; в Україні трапляється понад 100, з них 30 видів зареєстровані як шкідники культурних рослин, наприклад пшеничний трипс (Haplothrips tritici), тютюновий трипс (Thrips tabaci) та інші. Ряд поділяють на 2 підряди: яйцекладні (Terebrantia) та трубкохвості (Tubulifera).
Вагомий внесок у вивчення трипсів зробив український ентомолог М. П. Дядечко та російський ентомолог В. І. Танський.

## Біологічні особливості

### Життєвий цикл
Трипси відкладають дуже маленькі яйця, близько 0,2 мм завдовжки. Самки підряду Terebrantia прорізають яйцекладом щілини в рослинній тканині і відкладають яйця, по одному в кожну щілину. Самки підряду Tubulifera відкладають яйця поодинці або невеликими групами на зовнішню поверхню рослин.
Постембріональний розвиток трипсів відбувається з неповним перетворенням. Перші два віки, які називаються личинками або німфами, схожі на маленьких безкрилих дорослих особин (їх часто плутають з ногохвістками) без статевих органів; вони живляться рослинними тканинами. У Terebrantia третій і четвертий віки, а у Tubulifera ще й п'ятий, не живляться. На цих стадіях органи тіла перебудовуються, формуються зачатки крил і статеві органи.